# Orísoain
Orísoain (en euskera: Orisoain) es un municipio español de la Comunidad Foral de Navarra, situado en la merindad de Olite, en la comarca de Tafalla, en la Valdorba o valle de Orba y a 30,5 km de la capital de la comunidad, Pamplona. Su población en 2024 fue de 72 habitantes (INE).

## Gentilicio
Orisoaindarra, originario del euskera, aplicable tanto en femenino como en masculino a pesar de su terminación en -a. Además, el gentilicio más utilizado en Orisoain por y para sus habitantes es Puriño o puriña (s).

## Símbolos
El escudo de armas del lugar de Orísoain tiene el siguiente blasón:

En campo de gules, el monograma de Cristo, JHS (Jesus Hominum Salvator), en letras de oro.

## Geografía
La localidad de Orísoain está situada en la parte central de la Comunidad Foral de Navarra, dentro de la Zona Media de Navarra, 13 km al norte de la ciudad de Tafalla y 30,5 km al sur de la de Pamplona, a una altitud de 581 m s. n. m. Su término municipal tiene una superficie de 7.1 km² y limita al norte con los municipios de Olóriz y Leoz, al este y sur con este último y al oeste con el de Garínoain.
El centro urbano se asienta, como en casi todos los pueblos de la zona, sobre una colina, que preside desde el sur el ensanchamiento del valle de Leoz en este lugar, algo más angosto en la parte superior.
La parte oriental del municipio la constituyen, en su mayor parte, las laderas del monte San Pelay o San Pelayo (962 m s. n. m.), nombre que recibe por la ermita que se encuentra en su cumbre, punto más alto del municipio. De aquí parte el barranco de La Cea, que desemboca en uno de los afluentes del Cidacos: el río Cemboráin.
Éste transcurre por la parte norocidental de la localidad hacia Garínoain, con tierras de cultivo y huertas más o menos encajonadas en el valle, acompañados de sotobosque mediterráneo en las laderas y lomas.
La zona sur la constituyen las tierras altas de Orísoain, con campos de mayor tamaño que permiten un aprovechamiento más extenso de la tierra, salvo en las cercanías de la montaña, donde abundan los robles (Quercus faginea y Quercus humilis), encinas (Quercus ilex subesp. rotundifolia) y pinos (Pinus nigra).

## Demografía
Orísoain cuenta con una población de 72 habitantes (INE 2024).
| Gráfica de evolución demográfica de Orísoain entre 1842 y 2021                                                      |
| |
| Población de derecho según los censos de población del INE Población de hecho según los censos de población del INE |

El descenso demográfico en el conjunto de la Valdorba, se explica por el éxodo rural hacia los núcleos urbanos de Pamplona y en menor medida, Tafalla, ya que no existe, salvo en casos muy aislados, la emigración a otras provincias o países y la población sigue el ritmo general del descenso. De 1920 a 1953, por ejemplo la población de Orísoain bajo de 216 habitantes a 148.
El proceso de industrialización durante la década de los años 1970 ha disminuido el índice de natalidad y el incremento de la esperanza de vida, entre otros, son algunos de los acontecimientos sociales que inciden en dos hechos fundamentales para el desarrollo de estos pueblos: el envejecimiento de la población y la disminución en cuanto a su número.
Durante el último siglo la población en el municipio ha descendido en casi un 60% debido mayoritariamente a la desaparición de puestos de trabajo en el sector primario, dado que la economía en esta zona de Navarra es eminentemente agrícola.

## Administración y política
Orísaoin forma un municipio el cual está gobernado por un ayuntamiento de gestión democrática desde 1979, formado actualmente por 3 miembros elegidos en las elecciones municipales según está dispuesto en la Ley Orgánica del Régimen Electoral General. La sede del consistorio está situada en la calle Mayor 9 en la localidad de Orísoain.
El municipio continua tomando sus decisiones mediante Asamblea del Pueblo, Concejo Abierto, como órgano consultivo del Ayuntamiento.
| Partido político                             | 2015  | 2015       | 2011  | 2011       | 2007 | 2007       | 2003 | 2003       | 1999  | 1999       | 1995  | 1995       | 1991  | 1991       |
| Partido político                             | %     | Concejales | %     | Concejales | %    | Concejales | %    | Concejales | %     | Concejales | %     | Concejales | %     | Concejales |
| AEA (Orísoain)                               | 71,93 | 2          | —     | —          | —    | —          | —    | —          | —     | —          | —     | —          | —     | —          |
| Agrupación Independiente de Orisoain         | —     | —          | 91,23 | 3          | —    | —          | —    | —          | —     | —          | —     | —          | —     | —          |
| Presidente al Ayuntamiento de Orisoain (PAO) | —     | —          | —     | —          | —    | —          | —    | —          | 96,00 | 1          | —     | —          | —     | —          |
| Agrupación Independiente El Roblar (AIER)    | —     | —          | —     | —          | —    | —          | —    | —          | —     | —          | 61,02 | 5          | —     | —          |
| Independientes                               | —     | —          | —     | —          | —    | —          | —    | —          | —     | —          | —     | —          | 84,06 | 5          |

| Mandato   | Nombre del alcalde             | Partido político |
| --------- | ------------------------------ | ---------------- |
| 1979-1983 |                                |                  |
| 1983-1987 |                                |                  |
| 1987-1991 |                                |                  |
| 1991-1995 |                                |                  |
| 1995-1999 |                                |                  |
| 1999-2003 |                                |                  |
| 2003-2007 |                                |                  |
| 2007-2008 |                                |                  |
| 2008-2011 | María Victoria Labiano Álvarez | Comisión gestora |
| 2011-     | Alexandre Duró Cazorla         | AIO              |

## Cultura

### Patrimonio

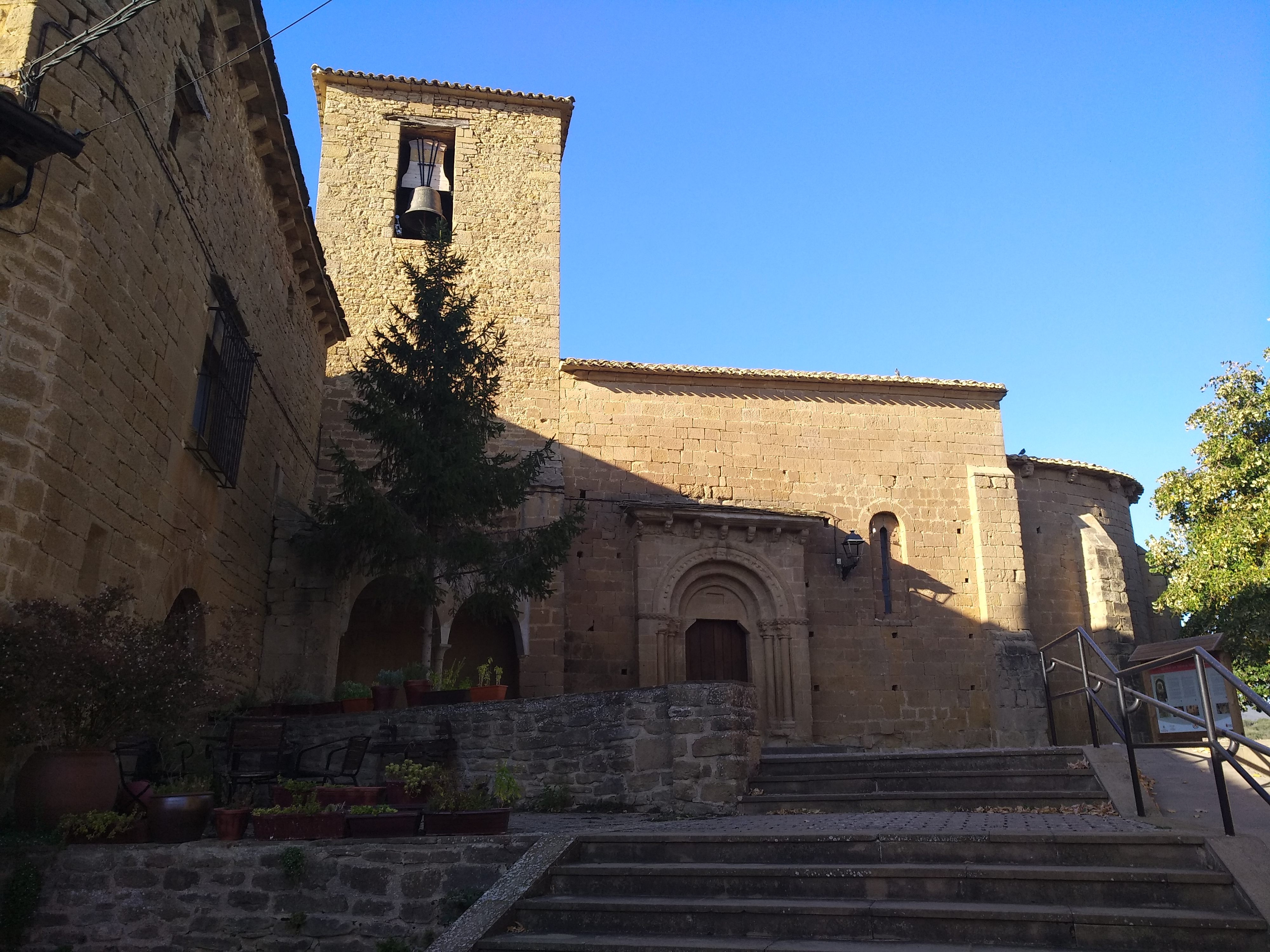
Iglesia parroquial de San Martín de Orísoain

Iglesia de San Martín de Tours, rómanico rural construida en la segunda mitad del siglo XII. Declarada como Bien de Interés Cultural el 1 de junio de 1979. En 1965, durante unas obras de restauración del templo, fue descubierta por casualidad una de las únicas cuatro criptas románicas que existen en Navarra.
Junto a la carretera de Leoz se halla una pequeña ermita, con la advocación de la Virgen de los Remedios, a la que se le realiza una procesión a comienzos de septiembre.
En el punto más alto del municipio se levanta otra en honor a San Pelayo, compartida con los lugares limítrofes de Amatriain y Artariain, pertenecientes al Ayuntamiento de Leoz. Se realiza una romería anual a finales de junio desde los tres pueblos. El anterior edificio tuvo que ser reconstruido en 2006 por derrumbes en la cubierta y se hizo mediante trabajo comunitario (en euskera auzolan).
El Ecomuseo "Vivencias de antaño" muestra cómo era la vida de una familia de labradores en el siglo pasado, antes de la llegada de la industria y la modernización de la maquinaría agrícola.

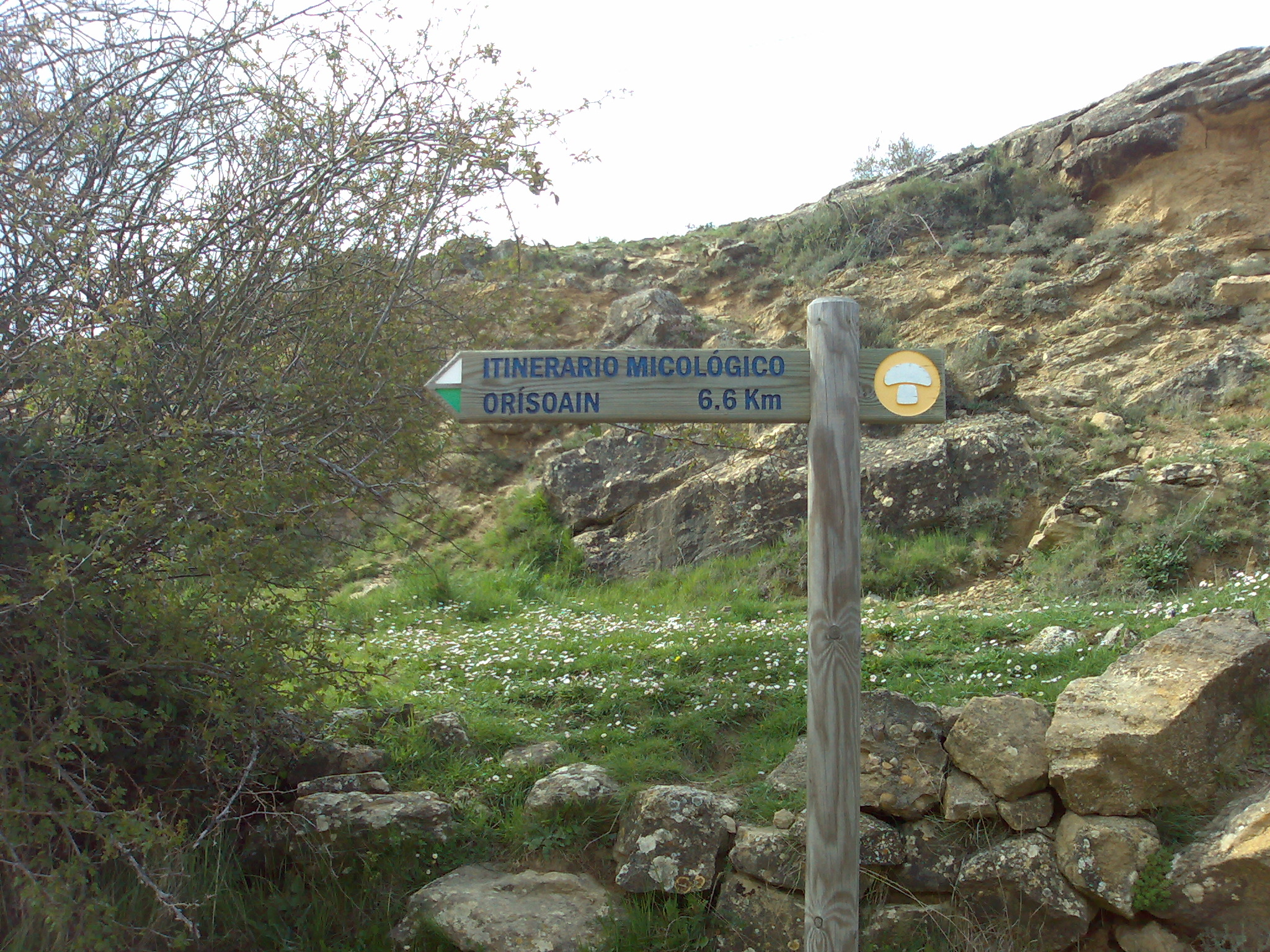
Señalización de la ruta micológica de Orísoain

### Fiestas y eventos
Las fiestas patronales, en honor a San Martín, se celebran habitualmente el segundo fin de semana de agosto.
Desde el año 2002 se celebra la Feria de la Trufa de la Valdorba, cuyos principales eventos tienen lugar en esta localidad durante el segundo domingo de diciembre.